# Montségur
Montségur (languedoško: Montsegur) je občina v departmaju Ariège na jugozahodu Francije.
Znan je po trdnjavi Château de Montségur, ki je bila zgrajena na pogu (gora) na razvalinah ene izmed zadnjih trdnjav katarov. Sedanja trdnjava na mestu je sicer opisana kot eden izmed katarskih gradov, a je iz poznejšega obdobja. Francosko ministrstvo za kulturo jo je od leta 1862 vpisalo med zgodovinske spomenike. Po knjigi The Holy Blood and the Holy Grail (Sveta kri, sveti gral) avtorjev Michael Baigent, Richard Leigh and Henry Lincoln, naj bi bil Montségur kraj mitskega zaklada, povezanega s svetim gralom, ki je bil pretihotapljen pred predajo katarov.

## Zgodovina
Najstarejši znaki naselitve na tem območju segajo v čas neandertalcev, pred približno 80.000 leti.
Dokazi o rimski okupaciji, kot so rimski kovanci in orodja, so bili tudi najdeni na lokaciji in okoli nje. Ime Montségur izvira iz latinskega mons securus ('varno hriv'), ki se je v okcitanščini razvil v mont ségur.
V poznem letu 1204 je bil grad utrjen za varovanje južne meje.
V srednjem veku so regiji Montségur vladali grofje Toulouški, grofje Carcassonneja in nazadnje grofje Foix. V letih 1243–44 je Katare (verska sekta, ki jo je katoliška cerkev imela za heretično), ki so si  poiskali zatočišče v trdnjavi Montségur, oblegalo 10.000 vojakov, kar je danes znano kot obleganje Montségurja. Marca 1244 so se katari končno predali in približno 244 so jih množično zažgali na grmadi ob vznožju hriba, ker se niso hoteli odreči svoji veri. Inkvizitorji so hranili knjigo z imeni mnogih, ki se jih spominjajo vsako leto 16. marca na obletnico pokola. Ta imena so razstavljena tudi v muzeju v vasi Montsegur.

## Geografija
Vas Montségur leži na povprečni višini 850 metrov na južnem pobočju Pog de Montségur (okcitansko Poch - hrib), 1200 m visokega gorskega vrha v francoskih Pirenejih.
Montségur meji na sedem drugih občin, od katerih je ena v departmaju Aude.
Skozi vas teče hudournik Lasset, pritok reke Hers-Vif.
Površina občine je 3716 hektarjev; nadmorska višina se giblje od 630 do 2365 metrov .
Dostop do kraja in gradu je preko D9 iz Bélesta ali iz Villeneuve-d'Olmes. Ta cesta poteka mimo prelaza Montségur pod gradom.
V občini je tudi Regijski naravni rezervat Massif Saint-Barthélemy (RNR309), ustanovljen leta 16. novembra 2015, zaseda površino 460 hektarjev.

## Zanimivosti
- Grad Montségur
- Musée historique et archéologique prikazuje življenje na gradu in vasi v srednjem veku.